# Copidognathus fungiformis
Copidognathus fungiformis is een mijtensoort uit de familie van de Halacaridae. De wetenschappelijke naam van de soort is voor het eerst geldig gepubliceerd in 1974 door Makarova.